# Douglas Moore
Douglas Stuart Moore (10. august 1893 i Cutchogue, Long Island, New York – 25. juli 1969 Greenport, Long Island, New York, USA) var en amerikansk komponist og forfatter.
Moore komponerede for teater, film, og orkester. bl.a. to symfonier og en del balletter og operaer. hans mest kendte værker er de to operaer The Devil and Daniel Webster (1938), og The Ballad of Baby Doe (1956).

## Udvalgte værker
- "En Symfoni af efterår" (nr. 1) (1928-1930) - for orkester
- Symfoni nr. 2 (1945) - for orkester
- "Moby Dick" (1928) (Symfonisk digtning) - for orkester
- Til minde" (1943) - for orkester
- "Balladen af Baby Doe" (1956) - opera
- "Djævelen og Daniel Webster" (1939) - opera